# Гинген ан дер Бренц
Гинген ан дер Бренц (на немски: Giengen an der Brenz) е бивш свободен имперски град в Баден-Вюртемберг, Германия с 19 342 жители (към 31 декември 2015).
Гинген се намира на границата с Бавария на река Бренц и на ок. 30 км североизточно от Улм.
Гинген е споменат за пръв път в документ през 1078 г. През Баварската война херцог Лудвиг IX от Бавария побеждава своя противник на 19 юли 1462 г. в битката при Гинген ан дер Бренц.
- Гинген ан дер Бренц (2016)